# Список умерших в 1904 году
В этой статье представлен список известных людей, умерших в 1904 году.
См. также: Категория:Умершие в 1904 году

## Январь
- 9 января — Джон Браун Гордон (71) — американский политический и военный деятель, генерал-майор Армии Конфедеративных Штатов Америки, 53-й губернатор Джорджии (1886—1990), Сенатор от Джорджии (1873—1880 и 1891—1897).
- 10 января — Жан-Леон Жером (79) — французский художник, представитель академизма.
- 13 января — Василий Величко (43) — русский поэт, публицист.
- 18 января — Иларион (Юшенов) — иерарх Русской православной церкви.
- 23 января — Пётр Умиков (65) — грузинский народный писатель.
- 30 января — Владимир Зернов-Вельяминов (73) — востоковед, почетный член Академии наук.
- 31 января — Йозеф Гофман (72) — венский ландшафтный живописец.

## Февраль
- 10 февраля — Николай Михайловский (61) — русский публицист, социолог, литературный критик, теоретик народничества.
- 11 февраля — Владимир Марковников (66) — русский химик, основатель научной школы.
- 12 февраля — Янис Принцис (82) — ливский языковед, переводчик, поэт, и общественный деятель.
- 13 февраля — Иван Сильвай (64) — карпаторусский поэт и писатель.
- 18 февраля — Бронислав Шварце — польский революционер, один из руководителей антирусского восстания 1863 года.
- 17 февраля — Борис Чичерин (75) — русский правовед, философ, историк и публицист.

## Март
- 1 марта — Пётр Ванновский (81) — русский генерал, государственный деятель.
- 6 марта — Ганс Бер (85) — немецкий ботаник, энтомолог, антрополог и врач.
- 31 марта — Василий Верещагин (61) — выдающийся русский живописец и литератор, один из наиболее известных художников-баталистов.

## Апрель
- 12 апреля — Ювеналий (Половцев) (77) — епископ Русской православной церкви, архиепископ Литовский и Виленский.
- 13 апреля (31 марта) — погибшие вместе с броненосцем «Петропавловск», во время русско-японской войны:
  - Степан Макаров (55) — русский военно-морской деятель, океанограф, полярный исследователь, кораблестроитель, вице-адмирал (20 августа 1896).
  - Василий Верещагин (61) — русский живописец и литератор, один из наиболее известных художников-баталистов; на борту броненосца делал наброски для будущих картин.
  - Михаил Молас (51) — контр-адмирал (1904), начальник штаба командующего флотом в Тихом океане вице-адмирала Степана Макарова.
- 17 апреля — София Шептицкая — графиня, польская писательница, художница.
- 23 апреля — Ириней (Орда) (66) — епископ Православной российской церкви.
- 27 апреля — Михаил Старицкий (63) — украинский писатель и театральный деятель.

## Май
- 1 мая — Антонин Дворжак (62) — известный чешский композитор.
- 6 мая — Франц Ленбах (67) — немецкий художник.
- 14 мая — Фёдор Бредихин (72) — русский астроном.
- 18 мая — Николай Иванов (62) — русский государственный деятель, участник Туркестанских походов.
- 21 мая — Виктор Барятинский (80) — князь, капитан 1-го ранга.
- 26 мая — Магауия Кунанбаев — казахский поэт, младший сын Абая Кунанбаева от его жены Дильды.
- 30 мая — Георгий Васмунд (63) — русский генерал, участник русско-турецкой войны 1877—1878 гг.

## Июнь
- 1 июня — Иван Кондратьев (54) — русский историк, москвовед, поэт, песенник, писатель, переводчик.
- 16 июня — Эйген Шауман (29) — финский чиновник, террорист.
- 18 июня — Сами Фрашери (54) — албанский и турецкий просветитель, писатель, философ, ученый и драматург.

## Июль
- 3 июля — Теодор Герцль (44) — еврейский журналист, писатель, общественный и политический деятель, основатель Всемирной сионистской организации, провозвестник еврейского государства и основоположник идеологии политического сионизма.
- 3 июля — Витольд Згленицкий (46) — польский и российский геолог, основоположник добычи нефти из-под дна Каспия.
- 6 июля — Абай Кунанбаев (58) — казахский поэт, философ, композитор, просветитель, мыслитель.
- 6 июля — Яков Каценеленбоген — еврейский писатель.
- 15 июля — Антон Чехов (44) — русский писатель, драматург, по профессии врач; туберкулёз.
- 28 июля — Вячеслав Плеве (58) — российский государственный деятель, статс-секретарь (1895), сенатор (1884), действительный тайный советник (1899); убит.

## Август
- 3 августа — Эрнст Едличка (49) — российско-немецкий пианист и музыкальный педагог.
- 6 августа — Артур Бауманис (37) — латышский художник — живописец.
- 6 августа — Павел Вейнберг — русский писатель-юморист.
- 27 августа — Павел Сведомский (55) — русский художник.

## Сентябрь
- 3 сентября — Джеймс Арчер — шотландский художник-портретист.
- 24 сентября — Михаил Загоскин (74) — русский писатель и общественный деятель, создатель первых частных газет Сибири.
- 30 сентября — Мойше Мошковский — польский библиотекарь еврейского происхождения, многолетний директор Центральной иудейской библиотеки в Варшаве.

## Октябрь
- 2 октября — Лазарь Бродский (56) — сахаропромышленник, меценат и филантроп.
- 4 октября — Фредерик Бартольди (70) — выдающийся французский скульптор, автор статуи «Свобода, освещающая мир» в нью-йоркской гавани.
- 11 октября — Николай Семёнов (81) — российский государственный деятель, литератор.
- 18 октября — Герман Ларош (59) — российский музыкальный критик и теоретик, композитор.
- 19 октября — Павел Капнист (62) — русский государственный деятель, сенатор, прокурор Московской судебной палаты, писатель, граф.
- 25 октября — Моритц Бруннер (65) — австрийский военный деятель, военный писатель, военный инженер, специалист по вопросам фортификации, педагог.
- 26 октября — Генри Норман (77) — британский военачальник, колониальный администратор.

## Ноябрь
- 4 ноября — Адольф Маркс (66) — русский книгоиздатель, издатель иллюстрированного журнала для семейного чтения «Нива» (1870—1918).
- 19 ноября — Пётр Капнист — русский дипломат.
- 20 ноября — Сергий (Спасский) (74) — епископ Русской православной церкви, агиолог.
- 23 ноября — Карл Мерклин (83) — ботаник-физиолог, палеоботаник.
- 27 ноября — Поль Таннери (60) — французский математик, историк математики и науки в целом.

## Декабрь
- 2 декабря — Сергей Рашевский (38) — офицер инженерных войск русской армии.
- 9 декабря — Александр Бобров — хирург.
- 9 декабря — Александр Пыпин (71) — русский литературовед и этнограф, двоюродный брат Николая Чернышевского.
- 13 декабря — Николай Склифосовский (68) — заслуженный профессор, директор Императорского клинического института великой княгини Елены Павловны в Санкт-Петербурге, автор трудов по военно-полевой хирургии брюшной полости.
- 15 декабря — Роман Кондратенко (47) — русский генерал-лейтенант (посмертно), военный инженер, герой обороны Порт-Артура.
- 29 декабря — Фридрих Мориц Брауэр (72) — известный австрийский энтомолог.
- 29 декабря — Варлам Денисов (65) — участник Русско-турецкой войны 1877-1878 гг. Отец генерал-лейтенанта Денисова С.В.